# Calyptotheca
Calyptotheca är ett släkte av mossdjur. Calyptotheca ingår i familjen Parmulariidae.
Släktet Calyptotheca indelas i:
- Calyptotheca acutirostris
- Calyptotheca altimuralis
- Calyptotheca anceps
- Calyptotheca australis
- Calyptotheca biavicularia
- Calyptotheca canariensis
- Calyptotheca capensis
- Calyptotheca capitifera
- Calyptotheca circularis
- Calyptotheca conica
- Calyptotheca fossulata
- Calyptotheca hastingsae
- Calyptotheca heteroavicularia
- Calyptotheca immersa
- Calyptotheca inaequalis
- Calyptotheca inclusa
- Calyptotheca incusa
- Calyptotheca ingens
- Calyptotheca janua
- Calyptotheca kapaaensis
- Calyptotheca latifrons
- Calyptotheca mortoni
- Calyptotheca nigra
- Calyptotheca nivea
- Calyptotheca obscura
- Calyptotheca orbiculata
- Calyptotheca parcimunita
- Calyptotheca perpendiculata
- Calyptotheca porelliformis
- Calyptotheca quadravicularis
- Calyptotheca reniformis
- Calyptotheca rugosa
- Calyptotheca rupicola
- Calyptotheca stylifera
- Calyptotheca subimmersa
- Calyptotheca sudanensis
- Calyptotheca suluensis
- Calyptotheca symmetrica
- Calyptotheca tenuata
- Calyptotheca thornelyae
- Calyptotheca triangula
- Calyptotheca triquetra
- Calyptotheca variolosa
- Calyptotheca wasinensis